# Сиверское городское поселение
Си́верское городско́е поселе́ние — упразднённое муниципальное образование на территории Гатчинского муниципального округа Ленинградской области. Бывший административный центр — городской посёлок Сиверский. На территории упразднённого поселения находятся 8 населённых пунктов — 2 посёлка и 6 деревень.
Последним главой поселения являлся Макаров Александр Викторович, главой администрации — Румянцев Дмитрий Сергеевич.

## Географическое положение
- Общая площадь — 194,37 км²[3]
- Месторасположение: находится в южной части Гатчинского муниципального округа.
- Граничил:
  - на севере — с Сусанинским сельским поселением
  - на востоке — с Вырицким городским поселением
  - на юге — с Дружногорским городским поселением
  - на западе — с Рождественским сельским поселением
  - на северо-западе — с Кобринским сельским поселением

По территории бывшего поселения проходят автодороги:
- 41А-003 (Кемполово — Выра — Шапки)
- 41К-099 (Сиверский — Куровицы)
- 41К-100 (Гатчина — Куровицы)
- Расстояние от бывшего административного центра поселения до центра муниципального округа — 28 км[5]

По территории бывшего поселения проходит железная дорога Санкт-Петербург — Луга, имеется станция Сиверская. Вокзал посёлка Сиверский является конечной остановкой большого количества автобусных маршрутов.
По территории бывшего поселения протекает река Оредеж.

## История
1 января 2006 года в соответствии с областным законом № 113-оз от 16 декабря 2004 года образовано Сиверское городское поселение, в его состав вошла территория городского посёлка Сиверский и бывшей Сиверской волости.
Упразднено 13 мая 2024 года в связи с образованием Гатчинского муниципального округа вместо Гатчинского района.

## Население
| 2006    | 2010    | 2011    | 2012    | 2013    | 2014    | 2015    |
| ------- | ------- | ------- | ------- | ------- | ------- | ------- |
| 18 800  | ↗18 970 | ↘18 964 | ↗19 117 | ↗19 388 | ↗19 657 | ↗19 768 |
| 2016    | 2017    | 2018    | 2019    | 2020    | 2021    | 2023    |
| ↘19 679 | ↘19 677 | ↘19 524 | ↘19 304 | ↘18 842 | ↘17 573 | ↘17 275 |
| 2024    |         |         |         |         |         |         |
| ↘17 174 |         |         |         |         |         |         |

Бо́льшая часть проживает в посёлке Сиверский. Также крупными населёнными пунктами являются деревни Белогорка, Старосиверская и посёлок Дружноселье.

## Состав городского поселения
На территории поселения находятся следующие населённые пункты:
| № | Населённый пункт | Тип населённого пункта        | Население      |
| - | ---------------- | ----------------------------- | -------------- |
| 1 | Белогорка        | деревня                       | ↗2431 (2017)   |
| 2 | Большево         | деревня                       | ↘209 (2017)    |
| 3 | Дружноселье      | посёлок                       | ↘1302 (2017)   |
| 4 | Куровицы         | деревня                       | ↗942 (2017)    |
| 5 | Маргусы          | деревня                       | ↗91 (2017)     |
| 6 | Новосиверская    | деревня                       | ↗658 (2017)    |
| 7 | Сиверский        | городской посёлок, адм. центр | ↘13 018 (2025) |
| 8 | Старосиверская   | деревня                       | ↘1523 (2017)   |

## Экономика
На территории бывшего поселения расположены 130 предприятий производственной и непроизводственной сферы.

## Достопримечательности
- Мемориальный Дом-музей Исаака Шварца в посёлке Сиверский
- В посёлке Сиверский действует историко-бытовой музей «Дачная столица»
- В XIX веке в деревне Белогорка располагалась усадьба Елисеева, а в посёлке Дружноселье — мыза князей Витгенштейн